# Ahl Männer, aalglatt
Ahl Männer, aalglatt (Kölsch für „Alte Männer, aalglatt“) ist das sechste Studioalbum der Kölner Rockband BAP. Es erschien 1986 bei EMI Electrola und war vom 14. Februar bis zum 3. April 1986 auf Platz eins der deutschen Albumcharts.

## Hintergrund
Zum ersten Mal in der Bandgeschichte wurde mit Reinhold Mack für die Aufnahmen ein professioneller Produzent hinzugezogen. Mack hatte Anfang der 1980er Jahre erste internationale Erfolge als Produzent bzw. Co-Produzent von Queen und Billy Squier gesammelt und war ab 1975 Toningenieur bei ELO. Die Aufnahmen zum Album waren von etlichen internen Querelen begleitet, die mit dem Ausstieg des Schlagzeugers Jan Dix endeten. Dieser wurde während der Sessions durch den Studiomusiker Curt Cress ersetzt.
Gewidmet war das Album dem ein Jahr zuvor verstorbenen Schriftsteller Heinrich Böll.

## Titelliste
1. Ahl Männer, aalglatt – (K. Heuser, A. Büchel, W. Niedecken) – 4:12
2. Endlich allein – (K. Heuser, W. Niedecken) – 4:06
3. Lisa – (K. Heuser, A. Büchel, W. Niedecken) – 4:20
4. Globus – (K. Heuser, A. Büchel, W. Niedecken) – 4:21
5. Breef ahn üch zwei – (K. Heuser, W. Niedecken) – 4:36
6. Bunte Trümmer – (K. Heuser, W. Niedecken) – 4:17
7. Time Is Cash, Time Is Money – (R. Mack, W. Niedecken) – 5:22
8. Halt mich fest  – (K. Heuser, W. Niedecken) – 4:56
9. Almanya – (K. Heuser, A. Büchel, H. Wollrath, W. Niedecken) – 5:17

Das Album erschien am 25. August 2006 erneut bei EMI als „Digital Remastered CD“ inklusive einer zweiten CD mit Bonusmaterial.
1. Time Is Cash, Time Is Money (Bläck Fööss & Fründe, live, Köln, 1989)
2. Denn sie brauchen keinen Führer (Udo Lindenberg & BAP, live, Wackersdorf, 1986)
3. Das kann man ja auch mal so sehen (Udo Lindenberg & BAP, live, Wackersdorf, 1986)
4. Lisa (live, Wackersdorf, 1986)
5. Vatter (live, Köln, 1988)
6. Ahl Männer, aalglatt (vom Album Affrocke, live, 1991)
7. Like A Rolling Stone (BAP All Stars feat. A. Haigis, W. Ambros, K. Coyne, live, Wackersdorf, 1986)
8. Nemm mich met (live, Wackersdorf, 1986)

## Single-Auskopplungen
1. Bunte Trümmer / Lisa
2. Endlich allein / Almanya
3. Time Is Cash, Time Is Money / Vun mir uss Kitsch (live)

Bunte Trümmer wurde bereits Ende 1985 vor Vorab-Single veröffentlicht.
Von allen drei Single-A-Seiten existieren verlängerte Maxiversionen.

## Ahl Männer, aalglatt Tour
Am 2. März 1986 begann in Lohmar bei Köln die Tournee Ahl Männer, aalglatt. Der schon vor Fertigstellung des Albums ausgestiegene Schlagzeuger Jan Dix wurde auf der Tournee durch den neu eingestiegenen Briten Pete King ersetzt. BAP spielte zunächst einige Konzerte im ländlichen Raum, bevor die Band am 15. März 1986 in der Essener Grugahalle bei der 17. und letzten Rocknacht des WDR-Rockpalast auftrat. Die Rocknacht, bei der auch Jackson Browne und Big Country auftraten, wurde wie schon das Festival auf der Loreley 1982 via Eurovision von vielen europäischen Radio- und Fernsehstationen ausgestrahlt. Der komplette Rockpalastauftritt von BAP wurde 2008 auf der DVD BAP – Rockpalast: Grugahalle, 15. März 1986 veröffentlicht.
Von April bis Juli folgten zahlreiche weitere Konzerte. Wegen der anhaltenden Popularität wurden teilweise auch größere Hallen ausgewählt. So fanden die „Heimspiele“ der Kölner Band erstmals in der bis zu 8000 Zuschauer fassenden Kölner Sporthalle statt, der damals größten Veranstaltungshalle der Domstadt. Bei dieser Tournee gab es mit Christian Schneider erstmals – abgesehen von Axel „Fisch“ Risch, der auf der vorangegangenen Tour den mit Fingerbruch ausfallenden Steve Borg ersetzte – auf einer Tournee einen Gastmusiker, weil die zum Teil sehr komplexen Keyboard-Arrangements des neuen Albums live mit nur einem Keyboarder nicht zu realisieren gewesen wären. Schneider spielte neben Keyboards bei einigen Stücken auch Saxophon. Außerdem begleitete Christian „Kalau“ Keul, der verschiedene Blasinstrumente spielte, die Band.
Nach Ende der Tournee 1986 legte BAP eine kreative Pause ein, u. a. bedingt durch bandinterne künstlerische Meinungsverschiedenheiten.